# Piazza Mercanti

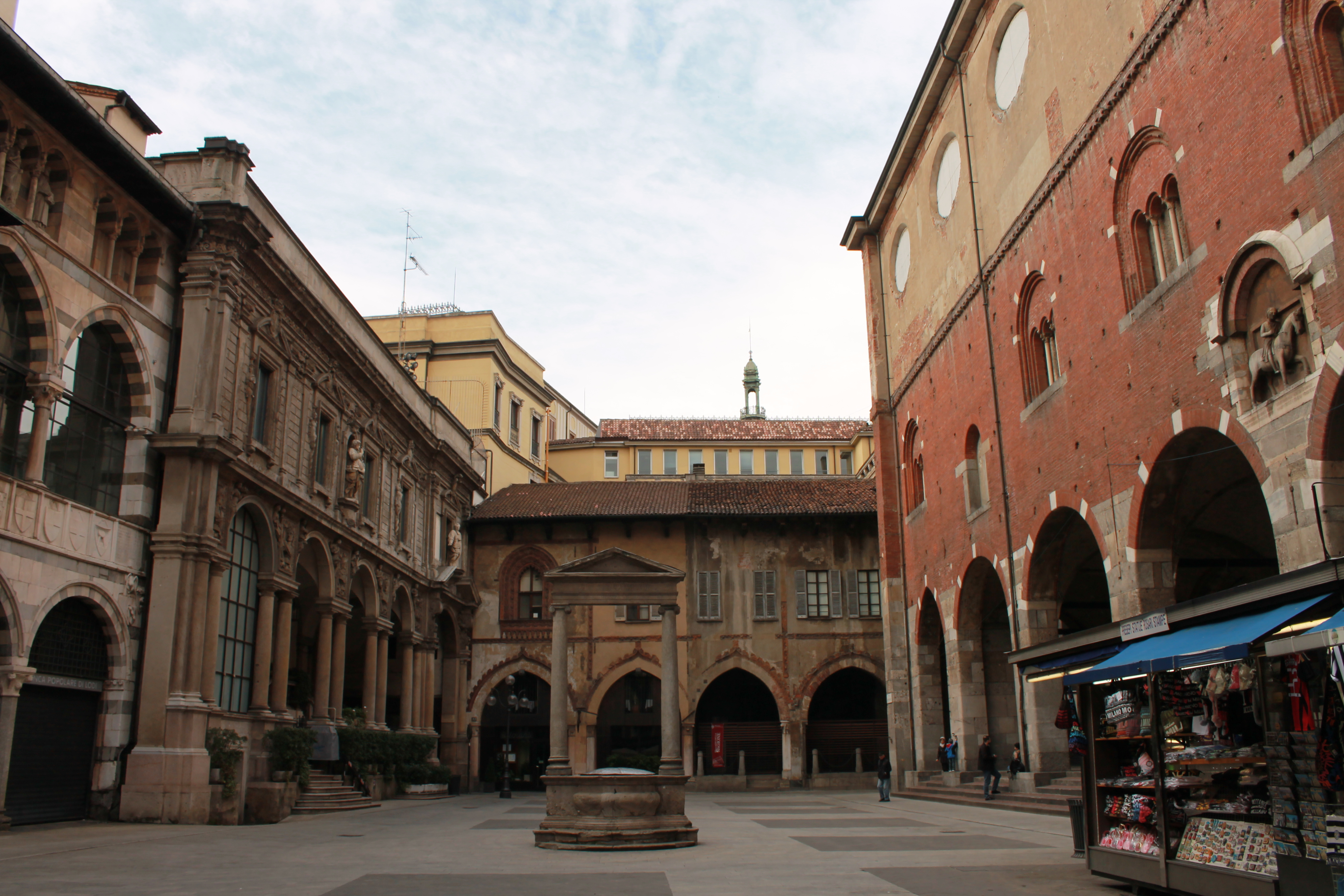
Vista actual de la plaza hacia la casa dei Panigarola.

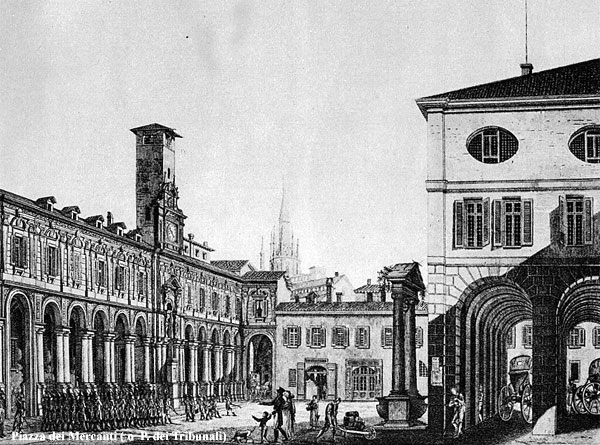
La plaza como era en el periodo napoleónico.

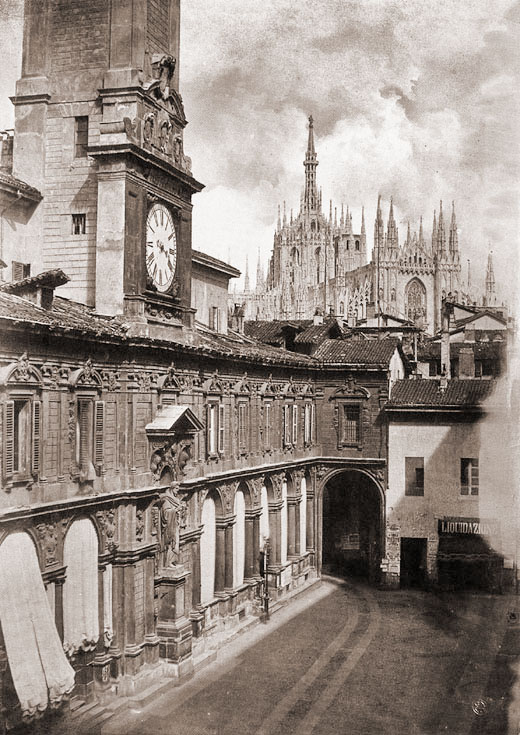
Piazza Mercanti, todavía con el característico pasaje cubierto hacia la Duomo, en 1860.

La Piazza Mercanti es una plaza situada en la ciudad de Milán, Italia, creada como centro de la vida de la ciudad en la Edad Media, y transformada posteriormente en Via Mercanti. Por Piazza Mercanti se entiende, en el lenguaje cotidiano, la plaza rodeada por el Palazzo della Ragione, la Casa dei Panigarola y la Loggia degli Osii.

## Historia
Fue creada a partir de mediados de siglo XIII con planta rectangular, originalmente más amplia que la actual. Allí se abrían seis accesos a otros tantos sestieri o distritos de la ciudad. Las calles contiguas tomaban su nombre de las diferentes actividades realizadas allí: Armorari, Spadari, Cappellari, Orefici, Speronari y Fustagnari.
Los edificios más importantes de la plaza son:
- El Palazzo della Ragione (Broletto Nuovo)
- La Loggia degli Osii
- Las Scuole Palatine
- La Casa dei Panigarola

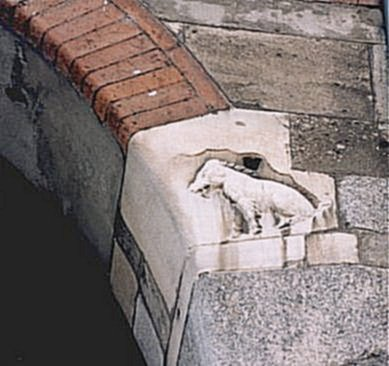
El bajorrelieve de la scrofa semilanuta.

En el centro se construyó, por voluntad del podestà Oldrado da Tresseno, el "Palazzo della Ragione", llamado también Broletto Nuovo, finalizado en 1233 y dedicado a actividades jurídicas, que dio el nombre de Piazza del Broletto a la propia plaza en la época medieval. Con este edificio, constituido por una sala superpuesta a una logia, se inaugura una tipología reproducida en varias ciudades de Lombardía, primera de todas Monza con su Arengario, cuyas formas recuerdan a las originales del Palazzo della Ragione en su forma precedente al siglo XVIII, durante el cual sufrió una notable transformación con su elevación. Esta elevación data de 1773, cuando la sala con logia municipal se transformó, bajo María Teresa I de Austria, en sede del archivo notarial. Esta obra estuvo a cargo del anciano arquitecto Francesco Croce (diseñador, entre otros, de la aguja más alta de la Catedral de Milán). Croce diseñó el ático actual con las ventanas circulares y las bóvedas del pórtico, que antes estaba cubierto con una estructura de vigas y tablones. El palacio domina el lado norte de la plaza actual; sin embargo, originalmente estaba en el centro de una plaza porticada con forma rectangular, aislado de los otros edificios.
En el lado oeste se encuentra el "Palazzo dei Notai" o "Casa dei Panigarola" (del siglo XV, estilo gótico) y, en ángulo en el lado sur de la plaza, el "Palazzo delle Scuole palatine" (1645, barroco]), construido en lugar de las anteriores "Scuole del Broletto" del siglo XIV.
En el lado sur, al lado de las Scuole Palatine, se encuentra la "Loggia degli Osii", elevada en 1316 por Scoto da San Gimignano por deseos de Mateo I Visconti, modificada en los siglos XVII y XVIII secolo y restaurada a sus formas originales en 1904. Alberga las estatuas de los patrones de la ciudad y, en el centro de la planta superior, la parlèra desde la cual se proclamaban los edictos.
En el centro hay un pozo del siglo XVI, coronado desde el siglo XVIII por dos columnas con entablamento.
Entre 1944 y 1951 la plaza albergó la sede provisional de la Rinascente, tras la destrucción por los bombardeos de la sede de la Piazza del Duomo.

## Esculturas
Reutilizada en una de las arcadas del Broletto, se puede ver una piedra con un relieve de la época romana que representa un verraco, interpretado tradicionalmente como la representación de la scrofa semilanuta, primer símbolo de la ciudad. La leyenda afirma que el celta Belloveso fundó la ciudad de Milán en el mismo punto en el que se encontró este animal mágico, que la diosa Belisama le mostró en un sueño. Una ingenua interpretación de la etimología de Medio-lanum hace derivar este nombre de la condición "semilanuda" del animal.
Sobre una de las columnas del "Broletto Nuovo" hay un altorrelieve del siglo XIII que representa al podestà Oldrado da Tresseno, recordado en una inscripción de cinco versos en latín. La escultura está influenciada estilísticamente por Benedetto Antelami.
También decoran la plaza el monumento al poeta Décimo Magno Ausonio, sobre un arco con tímpano partido en uno de los accesos a la plaza (el Passaggio delle Scuole Palatine), y el monumento a sant'Agostino, sobre la fachada de las Scuole Palatine, ambos realizadas por Giovan Pietro Lasagna en el siglo XVII.

## Eventos
- Desde 2002, la plaza es el lugar de reunión y salida de la Masa Crítica de Milán, evento con frecuencia semanal.